# Adria Ferries
Adria Ferries è una compagnia di navigazione italiana con sede ad Ancona che dal 2004 offre un servizio di collegamento marittimo tra i porti italiani di Ancona e Bari con quello albanese di Durazzo e quello montenegrino di Antivari.

## Storia
La compagnia inizia le proprie attività nel 2004 con due traghetti: la Egitto Express (acquisita dall'Adriatica di Navigazione) e la Daedalus (acquisita dalla Minoan Lines), che vengono rispettivamente rinominate in Riviera del Conero e Riviera Adriatica.
Nel 2012 la flotta cresce con l'acquisto della Domiziana, che prende il nome di AF Francesca e nel 2013 la Toscana che cambia nome in AF Marina. I traghetti Riviera del Conero e Riviera Adriatica precedenti vengono rinominati rispettivamente in AF Michela e AF Claudia Prima.
Nel 2015 viene venduta la AF Michela, diventata Lampedusa per Traghetti delle Isole e AF Claudia Prima, che viene rinominata Caribbean Galaxy. A ottobre dello stesso anno la società noleggia il traghetto Bridge della European Seaways, fino a settembre 2017.
A giugno 2017 l'Adria Ferries comunica che insieme alla Grandi Navi Veloci è stata creata una partnership per potenziare i collegamenti sulla Bari-Durazzo.
A ottobre 2017 la società noleggia da Stena Line fino a ottobre 2019 il traghetto AF Michela, ex Stena Egeria.
Tutte le navi sono in possesso di certificazioni ISM - International Safety Management Code, RINA (Registro Italiano Navale).
Nel dicembre del 2018 viene annunciato l'acquisto per 45 milioni di euro della nave California Star (gemella della AF Michela, già Stena Egeria), ribattezzata AF Claudia.
A ottobre 2019 viene restituita al termine del noleggio la AF Michela a Stena Line, ribattezzata Kerry per DFDS Seaways.
A ottobre 2023 viene acquistato il traghetto Cruise Smeralda dalla Grimaldi Lines, che viene ribattezzato AF Mia.

## Flotta
| Nome         | Bandiera | Anno di costruzione | Stazza lorda (t) | Lunghezza (m) | Larghezza (m) | Passeggeri | Capacità auto | Metri lineari | Velocità (in nodi)                | Note | Immagine |
| ------------ | -------- | ------------------- | ---------------- | ------------- | ------------- | ---------- | ------------- | ------------- | --------------------------------- | ---- | -------- |
| AF Mia       |          | 1997                | 30.010           | 200           | 25,8          | 1500       | 819           | 2010          | 26                                |      |          |
| AF Claudia   | 2001     | 24.418              | 186,5            | 25,6          | 992           | 850        | 2040          | 24            | Noleggiata ad Africa Morocco Link |      |          |
| AF Marina    | 1994     | 14.169              | 167,9            | 22            | 600           | 300        | 1 670         | 17            | In Servizio                       |      |          |
| AF Francesca | 1979     | 19.881              | 144,97           | 25,4          | 1 350         | 610        | 1 040         | 18            | In Servizio                       |      |          |

### Navi del passato
| Traghetto        | Immagine | Anni di servizio | Stato attuale                                                                                                  |
| ---------------- | -------- | ---------------- | --- |
| Sansovino        |          | 2004             | A noleggio concluso, ritorna alla Adriatica di Navigazione Attualmente opera con lo stesso nome per la Siremar |
| Venezia          |          | 2005             | Viene demolita a ottobre 2010 ad Aliağa (Turchia)                                                              |
| AF Michela       |          | 2004-2015        | Attuale Lampedusa della compagnia Traghetti delle Isole                                                        |
| AF Claudia Prima |          | 2005-2016        | Venduta nel 2016, viene demolita ad Aliağa nel dicembre 2018                                                   |
| Aurelia          |          | 2014             | A noleggio concluso, ritorna alla Tirrenia per poi esser venduta alla SNAV                                     |
| Bridge           |          | 2015-2017        | Demolita a giugno 2021 ad Alang (India)                                                                        |
| AF Michela       |          | 2017-2019        | Attuale Kerry della compagnia Stena Line                                                                       |
| Saga             |          | 2021 (noleggio)  | Nave ospedale per la Bridgemans Services Group                                                                 |

## Rotte
| Linea            | Frequenza     | Traghetto utilizzato       | Note                                                          |
| ---------------- | ------------- | -------------------------- | ------------------------------------------------------------- |
| Ancona ↔ Durazzo | giornaliero   | AF Mia / AF Marina         |                                                               |
| Ancona ↔ Bar     | bisettimanale | AF Mia                     |                                                               |
| Bari ↔ Durazzo   | giornaliero   | GNV Antares / AF Francesca | Collegamento effettuato in partnership con Grandi Navi Veloci |